# 프라보베레즈나야선
프라보베레즈나야선(러시아어: Правобережная линия) 또는 오렌지 라인으로 알려진 상트페테르부르크 지하철의 4호선으로 네바강의 둑 우측에 있는 도시 중심과 남오스트 지역을 연결하는 러시아 상트페테르부르크 지하철의 네 번째 노선이다.(개통 당시에는 소련 레닌그라드 지하철) 초기에는 네바 강의 둑 좌측에 역이 위치하였다. 1985년에 개통되었고 현대식 설계이며 상트페테르부르크 지하철 노선 중에 가장 짧은 노선이 되었다. 1994년부터는 공식적으로 "4호선"으로 지정되었지만, 원래 명칭은 여전히 비공식적인 문맥으로 사용되는 경우가 많다. 본 노선은 원래 네바 강의 둑의 오른쪽 부분을 따라 시의 동부에 있는 새로운 주택지 중심에서 접근하기 위해 개통되었다. 그러나, 장래의 프룬젠스코 프리모르스카야 선(5호선) 건설이 지연되면서 지하철 관계자들은 이미 완공된 5호선 북부(사도바야 출발) 구간과 프라보베레즈나야 선이 임시로 연결되지 않을 수 없어 5호선 확장의 당초 계획에 따라 노선이 북쪽으로 확장되었다.
2009년 3월 7일, 스파스카야 역이 완공되면서 시내 최초의 세 노선 통행 환승이 이루어졌으며, 공식적으로 본 노선의 새로운 시종점역이 되었다. 당초 계획대로 도스토옙스카야 북쪽 당 노선 구간은 모두 최근 개통한 프룬젠스코 프리모르스카야 선에 흡수되었다.

## 타임라인

### 구간
| 구간                                                    | 개통일           | 길이      |
| ------------------------------------------------------- | ---------------- | --------- |
| 플로샤디 알렉산드라 넵스코고 II - 프로스펙트 볼셰비코프 | 1985년 12월 30일 | 5.2 km    |
| 프로스펙트 볼셰비코프 - 울리차 디벤코                   | 1987년 11월 1일  | 1.7 km    |
| 플로샤디 알렉산드라 넵스코고 II - 사도바야              | 1991년 12월 30일 | 4.2 km    |
| 사도바야 - 치칼롭스카야 (현재 5호선)                    | 1997년 9월 15일  | 4.4 km    |
| 치칼롭스카야 - 스타라야 데레브냐 (현재 5호선)           | 1999년 1월 15일  | 4.1 km    |
| 크레스톱스키 오스트로프                                 | 1999년 11월 3일  | N/A       |
| 스타라야 데레브냐 - 코멘단츠키 프로스펙트 (현재 5호선)  | 2005년 4월 2일   | 4.1 km    |
| 스파스카야                                              | 2009년 3월 7일   | -10.8 km* |
| 총합                                                    | 8역              | 11.1 km   |

- 사도바야에서 코멘단츠키 프로스펙트의 구간이 5호선으로 이전되어 스파스카야 역은 사도바야 역과의 5호선 환승역이 되었다.

### 명칭 변경
| 역               | 이전 이름                | 해당년    |
| ---------------- | ------------------------ | --------- |
| 노보체르카스카야 | 크라스노그바르데이스카야 | 1985–1991 |

## 환승역
|  | 노선                           | 환승역                          |
|  | ------------------------------ | ------------------------------- |
|  | 키롭스코 비보륵스카야 선       | 도스토옙스카야                  |
|  | 모스콥스코 페트로그라츠카야 선 | 스파스카야                      |
|  | 넵스코 바실레오스트롭스카야 선 | 플로샤디 알렉산드라 넵스코고 II |
|  | 프룬젠스코 프리모르스카야 선   | 스파스카야                      |

## 차량
프라보베레즈나야 선은 비보륵스코예(6번) 기지가 운영되고, 본 노선에 배정된 6량 편성 열차가 42편성이다. 이 중 일부는 1980년대 81-717/714편이며, 다른 일부는 2000년대 81-540.2/541.2, 5 차량과 8 차량이다.